# Болинас (Калифорнија)
Болинас (енгл. Bolinas) насељено је место без административног статуса у америчкој савезној држави Калифорнија.

## Демографија
По попису из 2010. године број становника је 1.620, што је 374 (30,0%) становника више него 2000. године.
| Група             | 2000.         | 2010.         |
| Белци             | 1.101 (88,4%) | 1.258 (77,7%) |
| Афроамериканци    | 23 (1,8%)     | 27 (1,7%)     |
| Азијати           | 22 (1,8%)     | 17 (1,0%)     |
| Хиспаноамериканци | 63 (5,1%)     | 260 (16,0%)   |
| Укупно            | 1.246         | 1.620         |